# آرییروپولی
شهر آرییروپولی در استان آتیک در کشور یونان واقع شده است که دارای جمعیت ۳۳٬۹۸۱  نفر می‌باشد.